# Der Mann mit der Torpedohaut
Der Mann mit der Torpedohaut (Originaltitel: La peau de torpédo) ist ein französisch-italienisch-deutscher Spielfilm aus dem Jahr 1970 von Jean Delannoy. Das Drehbuch verfasste dieser selbst zusammen mit Jean Cau. Es basiert auf dem gleichnamigen Roman von Francis Ryck. Die Hauptrollen sind mit Stéphane Audran, Klaus Kinski, Lilli Palmer und Michel Constantin besetzt. Zum ersten Mal ins Kino kam der Film am 3. Juni 1970 in Frankreich. In Deutschland hatte er seine Premiere am 30. Oktober 1970.

## Handlung
Ein unter dem Deckmantel eines Kunsthändlers arbeitender Agent einer ominösen Machtgruppe erhält den Auftrag, in einem Industriekonzern wichtige Dokumente zu fotografieren. Nachdem der Coup gelungen ist, taucht er, zusammen mit einer ihm zugeteilten Agentin, für einige Tage in einer Pariser Wohnung unter. Seine Frau Dominique, die ihn auf einer Dienstreise vermutet, erfährt seinen Aufenthalt – und schießt beide nieder. Auf der Flucht findet die Mörderin Unterschlupf auf dem abgetakelten Dampfer eines kleinen Fischers.
Mittlerweile suchen sowohl die Polizei als auch einige Agenten die Negative. Einer von ihnen, der die Negative noch in der Pariser Wohnung vermutet, tappt in die Falle der Polizei. Ehe man ihn aber zur Preisgabe seiner Auftraggeber zwingen kann, verübt er Selbstmord. Die Polizei findet die Filme schließlich in einem Schließfach, lässt die Agenten aber weiter suchen, um an die Hintermänner heranzukommen. Zu diesem Zweck setzt man auch das Leben der inzwischen von beiden Gruppen aufgespürten Mörderin aufs Spiel, weil die Agenten bei ihr die Aufnahmen zu finden hoffen. Die Polizei jedoch kommt ihnen zuvor und kann die Chefin der Agenten verhaften, ehe sie eine Giftkapsel schlucken kann. Auf dem Rücktransport aber lässt sie sich von einem weiteren Mitglied des Agentenringes erschießen. Nun beginnt die Jagd nach den Drahtziehern aufs Neue. Wer diese sind, lässt der Film offen.

## Kritik
Das Lexikon des internationalen Films bemerkt lapidar, es handle sich um einen „etwas vordergründigen, aber weitgehend spannenden Kriminalfilm“. Der Evangelische Film-Beobachter zieht folgendes Fazit: „Bis auf einige peinliche Ausrutscher atmosphärisch dichter Agentenfilm im unterkühlten Stil. Für Freunde der Gattung ab 16.“

## Weblink
- Der Mann mit der Torpedohaut bei IMDb